# Platnum
Platnum ist eine dreiköpfige britische Garage-House-Band aus Manchester. 

## Bandgeschichte
Platnum trat erstmals 2004 bei einem örtlichen Wettbewerb namens Urban Superstars auf und machte sich in der Folgezeit einen Namen in der Niche-/Bassline-House-Szene in Nordengland. Ihre erste Veröffentlichung war 2006 Over the Heartache und wurde bei den Bassline Awards als "Tune of the Year" ausgezeichnet.
Das Trio wurde 2008 landesweit bekannt, als sie den Gesang für den Hit What's It Gonna Be des DJ-Duos H Two O beisteuerten. Das Lied stieg in Großbritannien bis auf Platz 2 der Charts. Einige Monate später hatten sie mit Love Shy, ein Remake eines Songs von Kristine Blond aus dem Jahr 1998, ihren ersten eigenen Hit.

## Bandmitglieder
- Aaron Evers
- Michelle McKenna
- Mina Poli

## Diskografie
Singles
- 2006: Over the Heartache
- 2007: Naughty
- 2007: You & I
- 2008: What’s It Gonna Be (H Two O feat. Platnum)
- 2008: Love Shy (Thinking About You)
- 2008: Heartbroken
- 2009: Trippin’